# Recesses for the Depraved
Recesses for the Depraved ist das zweite Album der deutsch-niederländischen Thrash-Metal-Band Sacrosanct. Es wurde 1991 von 1 More Flop Recordz (1MF Recordz) veröffentlicht und vertrieben über Rough Trade Distribution. 2018 erfolgte eine remasterte Wiederveröffentlichung durch Vic Records (CD) sowie Lusitanian Music (LP).

## Entstehung

### Vorgeschichte
Kurz nach Veröffentlichung von Sacrosancts Debütalbums Truth Is - What Is meldete deren Plattenfirma No Remorse Records Konkurs an, trotz namhafter Acts im Repertoire wie Blind Guardian, Heavens Gate oder Grinder. Derweil hatten Gitarrist Michael Cerrone, Bassist Remco Nijkamp sowie Schlagzeuger Ronny Scholten die Band verlassen. Für sie kamen Gerrit Knol, der damals erst 16 Jahre alte Haico van Attikum sowie Christian Colli, der 1988 auf Asphyx’ Demo Enter the domain Bass gespielt und gesungen beziehungsweise gegrowlt hatte unter dem Pseudonym Chuck. Im Franz K.-Studio, wo bereits Truth Is - What Is entstanden war, nahm die Gruppe in der neuen Besetzung ein 2-Track-Demo auf, das an diverse Plattenfirmen versandt wurde. Die beiden Stücke Quarantine und Mental Reincarnation wurden erst 2018 veröffentlicht als Bonustracks des Re-Release von Recesses for the Depraved. Die Gruppe heuerte 1991 schließlich beim kurz zuvor gegründeten Label 1MF Recordz an.

### Produktion
Der Aufenthalt im 16-Spur-Studio des Labelgründers Željko Topalović dauerte 19 Tage, davon 7 Tage für die reinen Aufnahmen. Dort entstanden seinerzeit auch die Alben von Labelmates wie Assorted Heap, Torchure, Megace oder Blood. Randy Meinhard komponierte alle Lieder bis auf Illussive Supremacy, das von Christian Colli stammt; die Texte schrieben beide etwa anteilig einzeln als auch gemeinsam. Dabei ging es darum "in die Psyche des Menschen einzudringen und über die dunklen Seiten zu schreiben".

## Lieder
"Der Opener Like Preached Direction ist ein älterer Song von uns, der von jemandem handelt, der viele verschiedene Stimmen im Kopf hört, aber nicht weiß, wo sie herkommen, und was sie von ihm wollen. Mortal Remains handelt von jemandem, der sich einfrieren und Jahrzehnte später wieder zum Leben erwecken lässt, aber sich dann in dieser neuen Welt nicht mehr zurechtfindet", erklärte Randy Meinhard seinerzeit im Rock Hard-Interview. Astrayed Thoughts ist "die Geschichte eines Mannes, der unter Persönlichkeitsspaltung leidet (...), und sich vor Gericht für eine dieser Persönlichkeiten verantworten musste, aber eigentlich gar nicht wusste, was mit ihm geschah". With Malice Prepense thematisiert einen Mann, "der seine Mutter umbringt, und erst im Knast merkt, was er getan hat. Mit der Zeit wird er zum religiösen Fanatiker". Das finale The Silence of Being "beschreibt einen Tauben, der in seiner eigenen Welt lebt".

## Stil und Rezeption
Recesses for the Depraved war weniger melodiös als das Debüt, deutete allerdings mit der Einleitung zum letzten Stück The Silence of Being bereits den Übergang zum späteren progressiveren, aber auch düstereren Stil an. Mehrfach wurde das Album mit dem Begriff Techno Thrash klassifiziert. Der stilistische Wechsel zeigte sich auch auf dem Lied Mental Reincarnation, das erst auf der 2018 erschienen, remasterten Wiederveröffentlichung von Recesses for the Depraved erschien. Elemente dieses Songs finden sich im Lied Shining Through auf dem Folgealbum Tragic Intense.

„Wir entwickelten uns als Band, hatten neue Mitglieder, und es war mein Wunsch, das Album düsterer aber immer noch thrashig klingen zu lassen.“

Kommerziell gab es keine Fortschritte, trotz einer Tour mit Dark Angel und Invocator, und obwohl das neue Label mit Anzeigen in großen Heavy-Metal-Zeitschriften auf das Album aufmerksam machte. Für das Album-Cover konnte Sacrosanct die Rechte an HR Gigers Werk Das Spiegelbild gewinnen, laut Christian Colli "zum Freundschaftspreis. Er konnte sich mit unserer Musik identifizieren, das war ihm total wichtig." Anlässlich Gigers Todes 23 Jahre später, bemerkte das Magazin Rolling Stone, das Bild „transportiere akkurat das wilde Wesen der Musik“.

### Kritiken
Wie bereits das Debütalbum Truth Is – What Is erhielt Recesses for the Depraved siebeneinhalb von zehn möglichen Punkten im Magazin Rock Hard. Mit einem Schnitt von 7,8 landete es in den Redaktionscharts der November-Ausgabe auf Platz 13, hinter Alben wie etwa Voivods Angel Rat, Entombeds Clandestine, oder Soundgardens Badmotorfinger, aber vor Guns n’ Roses’ Use Your Illusion, Bathorys Twilight of the Gods oder Blood Sugar Sex Magik von Red Hot Chili Peppers. Frank Trojan pries die „überaus kraftvolle, brutale Produktion“. Im Dezember-Heft beschrieb er die Platte als "wohltuende Mischung aus derben Thrash-Attacken, sporadischen Melodie-Einblendungen und einem Schuss Death Metal".
Für die Zeitschrift Metal Star beurteilte sie Mike Biller seinerzeit mit acht von zehn möglichen Punkten: "Komplexe Riffs, herrlich mutierende Rhythmuswechsel und die gute Stimme von Michael Lucarelli kommen flüssig rüber und gehen trotzdem erst nach einiger Weile ins Ohr. Nebenbei sei bemerkt, dass die Holländer bereits einen eigenen Stil entwickelt haben, der dem Thrash Metal neue Türen öffnen könnte." "Was ist heute im Thrash an Weiterentwicklung schon noch möglich?", fragte wiederum Martin Groß im Metal Hammer, attestierte gleichwohl "ein kompetent produziertes Album", vergab von sieben möglichen Punkten "eine starke vier", und erkannte dabei "eine gewisse Ähnlichkeit" der Stimme Michael Lucarellis mit der von Tom Araya. Gegenüber dem Debütalbum sei Recesses for the Depraved "eine nachvollziehbare Steigerung".
"Die Band, die ihrem progressiven Techno-Thrash treu geblieben ist, klingt auf jeden Fall deutlich professioneller", befand indes Uwe Ertelt für das Magazin Horror Infernal, und bewertete "diese hervorragende Scheibe" mit 13 von 15 möglichen Punkten. Die Gruppe sei auf dem "straighten Weg an die Spitze der Thrash-Acts" Für das Magazin Aardschok bilanzierte Robert Heeg: "Die Techno-Tendenzen sind geblieben, aber die Kompositionen gehen viel direkter ins Ohr. Sänger Michael Lucarelli hat auch große Fortschritte gemacht, heutzutage klingt er rauer und kraftvoller als je zuvor. Das kontrastiert gut mit dem normalerweise recht sauberen Metal von Sacrosanct." Ferner lobte Heeg "die große Menge an guten musikalischen Ideen" und dass "die Gruppe schnell gereift" sei, und hob hervor: "Das abwechslungsreiche "Enter the Sanctum" hat eine aufregende Struktur und bekommt dank des bedrohlichen Echos sogar einen Industrial Touch."
Als "Thrash Metal (...) leicht progressiv angehaucht" bezeichnete Lars Jeschonek den Stil im Fanzine Grind Sessions, schwärmte von "der Intensität und der Power dieser Songs", und bemaß das Album mit 12 von 15 erreichbaren Punkten.
Das Portal Metal-Temple bemerkte, das Album kombiniere "melodische und technische Elemente, die man den amerikanischen Death-Metal-Pionieren Death zuordnen könnte". Als "großartiges Album, die beste Leistung der Band, und Meilenstein des niederländischen Metals" wird Recesses for the Depraved bezeichnet in der Encyclopaedia Metallum.

## Titelliste

### LP

#### A-Seite
1. Like Preached Directions – 5:37
2. Mortal Remains – 6:42
3. Illusive Supremacy – 6:55
4. Hidden Crimes Untold – 4:34

#### B-Seite
1. With Malice Prepense – 3:48
2. Enter the Sanctum – 4:51
3. Astrayed Thoughts – 6:59
4. The Silence of Being – 7:37

### CD (remasterte Wiederveröffentlichung)
1. Like Preached Directions – 5:37
2. Mortal Remains – 6:42
3. Illusive Supremacy – 6:55
4. Hidden Crimes Untold – 4:34
5. With Malice Prepense – 3:48
6. Enter the Sanctum – 4:51
7. Astrayed Thoughts – 6:59
8. The Silence of Being – 7:37
9. Quarantine – 6:37
10. Mental Reincarnation – 6:19